# Архимандрит Данило (Здравковић)
Данило (световно Драган Здравковић; Земун, 27. јун 1904 — Манастир Велика Ремета, 8. јануар 2000) био је архимандрит Српске православне цркве, духовник и игуман Манастира Велика Ремета.

## Биографија
Архимандрит отац Данило (Здравковић), рођен је 27. јуна 1905. године у Земуну, од побожних благочестивих родитеља. Основну образовање је стекао у родном месту Земуну. Приликом крштења је добио име Драган.
Монашки пут започиње 1925. године када долази у Манастир Драчу код Крагујевца, као искушеник код тадашњег игумана Дионисија (Миливојевића). Завршио је монашку школу у Манастиру Раковици а потом у Манастиру Високи Дечани, 1932. године. Монашки постриг примио је у Манастиру Драчу, 20. маја 1933. године од стране епископа жичкога господина Николаја (Велимировића), добивши монашко име Данило.
Рукоположен је у чин јерођакона и јеромонаха 1934. године од епископа жичкога господина Николаја. Постављен је за старешину Манастира Благовештења код Овчар Бање, 1938. године, где је био до 1950. године. Благословом тадашњега епископа сремскога господина Макарија (Ђорђевића), 1971. године долази у Манастир Велику Ремету.
Постављен је за игумана Манастира Велике Ремете, 14. фебруара 1971. године. Игуман Данило је од надлежних установа захтевао покретање рестаурације храма Светог Димитрија и замену привременог кровног покривача, указујући на његов културни и историјски значај. Тражио је заштиту остатака древног фрескописа у трпезарији и камене плоче на јужној фасади цркве, која је сведочила о времену изградње препознатљивог звоника.
За време његовог управљања манастиром омалтерисала је унутрашњост манастирског храма, 1983. године. Кров и кубе препокривени су бакарним лимом 1989. године, истражене су гробнице у наосу и реконструисани су зидови и под богомоље. Подигнути су манастирски конаци и економски пратећи објекти. Архимандрит Данило упокојио се у Господу 8. јануара 2000. године у Манастиру Велика Ремета. Сахрањен је у Манастиру Велика Ремета, 10. јануара на монашком гробљу манастира, опело је извршио епископ сремски господин Василије (Вадић), уз саслужење свештеномонаха и монахиња.